# Autochloris whitelyi
Autochloris whitelyi là một loài bướm đêm thuộc phân họ Arctiinae, họ Erebidae.